# Sildenafilo
El sildenafil (compuesto UK-92,480), vendido bajo la marca Viagra, Revatio y otros, utilizado para tratar la hipertensión arterial pulmonar (HPP). Originalmente fue desarrollado por científicos británicos y luego llevado al mercado por la compañía farmacéutica Pfizer. Actúa mediante la inhibición de la fosfodiesterasa tipo 5 específica de GMP cíclico (PBE5), una enzima que promueve la degradación del GMPc, que regula el flujo de sangre en el pene. Desde su disponibilidad en el año 1998, el sildenafilo ha sido el principal tratamiento para la disfunción eréctil, sus principales competidores en el mercado son el vardenafilo (Levitra) y 
tadalafil (Cialis).

## Historia
Fue inicialmente diseñado para su uso en la hipertensión arterial y la angina de pecho. Los primeros ensayos clínicos fueron realizados en el Hospital de Morriston, en Swansea (Gales).
Durante los estudios de fase I, realizados bajo la dirección de Ian Osterloh, se sugirió que la droga tenía un ligero efecto en la angina, pero que podía inducir notables erecciones de pene.
Por lo tanto Pfizer decidió comercializarlo para tratar la disfunción eréctil, en lugar de la angina. El fármaco fue patentado en 1996, y aprobado para su uso en disfunción eréctil por la Administración de Alimentos y Medicamentos de Estados Unidos (FDA) el 27 de marzo de 1998. Así se convirtió en la primera pastilla aprobada para tratar la disfunción eréctil en los Estados Unidos, y allí se ofreció a la venta el mismo año.
Inmediatamente se convirtió en un gran éxito: las ventas anuales de Viagra en el período 1999-2001 superaron los mil millones de dólares.
La prensa británica presentó a Peter Dunn y Albert Wood, investigadores de Pfizer, como inventores del fármaco, una afirmación con la que la empresa se muestra en desacuerdo alegando que, aunque sus nombres aparecen al registrar la patente, esto es solo necesario como requisito del registro, siendo la empresa la propietaria de la patente.
A pesar de que el sildenafilo está disponible únicamente por prescripción médica, fue anunciada directamente a los consumidores en la TV de EE. UU. (recomendado por el ex senador de EE. UU. Bob Dole y el astro de fútbol Pelé). Numerosos sitios de Internet ofrecen Viagra para su venta después de una «consulta en línea» (un mero cuestionario de la red).
El nombre «Viagra» se ha hecho tan famoso que muchos falsos afrodisíacos ahora se hacen llamar «Viagra herbal» o son presentados en tabletas azules imitando la forma y el color del producto de Pfizer. Viagra también se conoce informalmente como «la pastilla azul» o «vitamina uve» entre otros muchos diferentes nombres.
En el año 2000, las ventas de Viagra coparon el 92% del mercado de píldoras prescriptivas para la disfunción eréctil.
En 2007, sus ventas descendieron hasta el 50% debido a la competencia con otros fármacos como el tadalafilo (comercializado como Cialis) y el vardenafilo (Levitra), así como con sus propias falsificaciones y copias; y de la aparición de testimonios de pacientes que sufrían pérdida de visión al usar inhibidores de la PDE-5 (ver la sección Mecanismo de acción).
En febrero de 2007, la empresa Boots the Chemist anunció que había realizado un estudio para valorar la venta directa en farmacias sin receta médica. El estudio se había hecho en Mánchester (Inglaterra) y se había dirigido a varones con edades entre los 30 y 65 años, que compraron hasta cuatro tabletas después de una consulta con un farmacéutico.
Las patentes mundiales del citrato de sildenafilo vencieron entre 2011 y 2013.
La patente mantenida por Pfizer en el Reino Unido para el uso de inhibidores de la fosfodiesterasa-5 (PDE5) como tratamiento de la impotencia fue invalidada en el 2000 porque se estimó que pretendía tener la patente de todo el grupo farmacéutico a partir de un producto de la familia. Esta decisión se mantuvo en una apelación en 2002. También se verificó que en Argentina Pfizer no pudo poner el nombre Viagra ya que un laboratorio argentino tenía un fármaco llamado VIAGRAN y por ser casi iguales de nombre le impidieron que le pusieran Viagra; por eso es que en Argentina se llama Sidenafil.

## Mecanismo de acción
Parte del proceso fisiológico de la erección incluye al sistema nervioso parasimpático causando la liberación de óxido nítrico (NO) en el cuerpo cavernoso del pene. El NO se une a los receptores de la enzima guanilato ciclasa, lo que deriva en niveles aumentados de guanosín monofosfato cíclico (GMPc), llevando a una relajación del músculo liso del cuerpo cavernoso, mediante vasodilatación de las arterias helicinas del interior del pene. La vasodilatación incrementa el flujo de sangre en el interior del pene, causando así la erección.
Robert F. Furchgott ganó el Premio Nobel de Fisiología y Medicina en 1998 por el descubrimiento y el análisis del factor de relajación derivado del endotelio (EDRF en siglas en inglés: endothelium-derived relaxing factor), que posteriormente fue identificado como óxido nítrico o algún otro compuesto relacionado muy cercano.
El sildenafilo es un potente y selectivo inhibidor específico de la fosfodiesterasa tipo 5 (PDE5) que es responsable de la degradación del cGMP en el cuerpo cavernoso. La estructura molecular del sildenafilo es similar a la del cGMP compitiendo por la unión de este a PDE5. El resultado es que el cGMP permanece más tiempo en el interior del pene, produciéndose erecciones más potentes y mantenidas. Los principios activos como el tadalafilo (Cialis®) y el vardenafilo (Levitra®) actúan siguiendo el mismo mecanismo. Sin estimulación sexual, y por ende, en ausencia de activación del sistema NO/cGMP, estos fármacos no causan una erección.
El sildenafilo es metabolizado por las enzimas hepáticas y excretado tanto por el hígado como por los riñones. Tomado con una dieta altamente grasa, su tiempo de absorción se incrementa en más de una hora y su concentración máxima en el plasma sanguíneo se reduce en dos terceras partes, disminuyendo considerablemente por tanto sus efectos.

## Efectos farmacológicos e indicaciones

### Disfunción sexual
El citrato de sildenafilo es un potente vasodilatador cuyo uso más conocido es para el tratamiento de la disfunción eréctil. Su uso se ha estandarizado para el tratamiento de este problema en todos los ámbitos, incluyendo la diabetes.
Las personas en tratamiento con antidepresivos pueden experimentar disfunción sexual, bien como resultado de su enfermedad, bien como resultado del tratamiento recibido. Un estudio publicado en el año 2003 ha mostrado que el sildenafilo permite la recuperación de la disfunción en varones en estas condiciones.
Los mismos investigadores confirmaron un estudio equivalente en mujeres publicado en 1999 que determinó que este fármaco no es capaz de mejorar la disfunción sexual en pacientes mujeres que han sido tratadas con antidepresivos.

### Hipertensión pulmonar
Al igual que en la disfunción eréctil, el citrato de sildenafilo es también efectivo en la poco frecuente enfermedad de la hipertensión arterial pulmonar. El fármaco relaja la pared arterial, permitiendo la disminución de la resistencia y presión arteriales. De esta manera, reduce la carga de trabajo del ventrículo derecho del corazón y disminuye la probabilidad de fallo cardíaco asociado a este ventrículo. Dado que la enzima PDE5 se encuentra principalmente en el endotelio del músculo liso de los pulmones y el pene, el fármaco actúa selectivamente en estas dos áreas sin inducir vasodilatación en otras áreas del cuerpo.
Pfizer, la empresa productora de la principal forma comercial del sildenafilo, la Viagra®, consiguió la aprobación por la Administración de Drogas y Alimentos de EE. UU. de otra forma, el Revatio®, para el tratamiento de esta enfermedad pulmonar en el año 2005, uniéndose así al bosentan y las terapias basadas en prostaciclina, en el tratamiento de esta enfermedad.

### Edema pulmonar de altitud
El sildefanilo ha sido usado para el tratamiento del edema pulmonar de altitud asociado al mal de altura que puede ser sufrido por los alpinistas, habiendo llegado a ser utilizado cuando el descenso ha debido retrasarse por alguna circunstancia. Aún no se ha estudiado ampliamente su efecto para el tratamiento de esta patología.

## Dosis

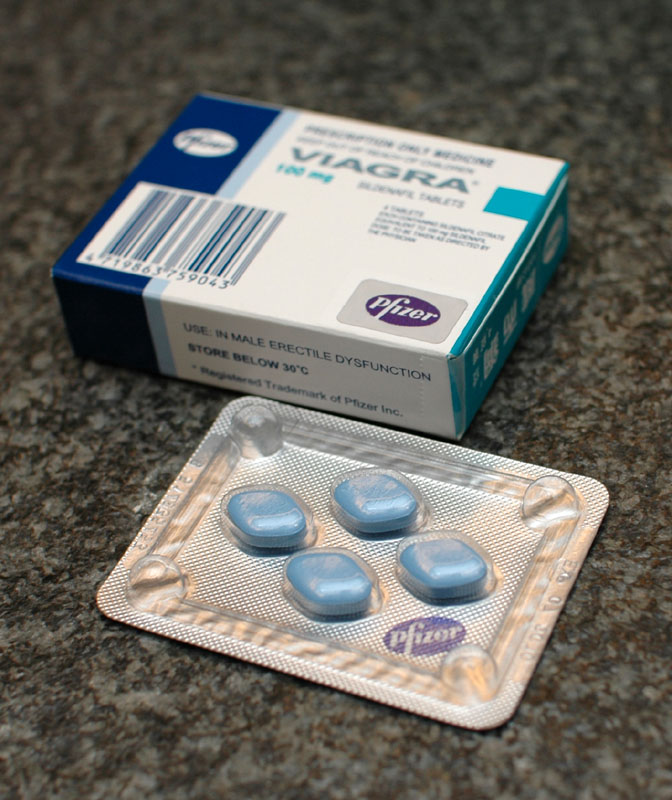
Caja y pastillas del medicamento Viagra.

Como tratamiento de la disfunción eréctil, la dosis usualmente recomendada es de 100 mg, no debiendo superar los citados 100 mg, desaconsejándose la toma de más de una dosis diaria. Lo más habitual es el consumo de 50-100 mg 30 minutos antes de las relaciones sexuales.
Frente a la forma de absorción oral de absorción gástrica, cuyo efecto máximo se alcanza una hora después de la ingesta, se ha desarrollado una forma masticable de acción más rápida, cuyo efecto máximo se alcanza quince minutos después de la toma.
La dosis para el tratamiento de la hipertensión arterial pulmonar es de 20 mg tres veces al día.

## Efectos secundarios
Pueden presentarse:
- Cefalea
- Rubor facial
- Adormecimiento de las extremidades
- Dispepsia
- Visión borrosa
- Erupción cutánea
- Palpitaciones
- Fotofobia

Algunos usuarios de sildefanil han informado de la apreciación de coloración azul en la visión (cianopsia), así como de visión borrosa o pérdida de visión periférica.[cita requerida] En julio de 2005, la Administración de Alimentos y Medicamentos de Estados Unidos (FDA) descubrió que este fármaco podía producir discapacidades visuales en casos excepcionales, mientras que otros estudios lo han relacionado también con la neuropatía óptica isquémica anterior.
Se han documentado efectos secundarios poco frecuentes pero severos gracias a la vigilancia seguida del medicamento una vez fue comercializado. Algunos de estos efectos secundarios incluyen priapismo, hipotensión severa, infarto de miocardio, arritmia ventricular, infarto cerebral, incremento de la presión interna del ojo y pérdida repentina de la capacidad auditiva. Como resultado de estos estudios, en octubre de 2007, se incrementaron las advertencias sobre los riesgos de los inhibidores de PDE5, tanto en el caso del sildenafilo, como en otros medicamentos relacionados.

## Contraindicaciones
Dado que algunas enfermedades y ciertas medicaciones combinadas con el sildenafilo conllevan graves riesgos para la salud, es necesario que este sea recetado por un médico que evalúe si el paciente puede tomarlo. El sildenafilo, de este modo, solo puede ser adquirido con receta médica.
Las contraindicaciones incluyen:
- Pacientes que están tomando óxidos nítricos, nitritos y nitratos orgánicos, como el trinitrato de glicerina (nitroglicerina), nitroferricianuro de sodio, nitrato de amilo (poppers), etc.[38]
- Pacientes en quienes la relación sexual es desaconsejable debido a factores de riesgo cardiovascular.
- Insuficiencia hepática o renal severas.
- Hipotensión arterial.
- Infarto de miocardio reciente.
- Patología de retina degenerativa de tipo hereditario, incluidos desórdenes fosfodiasterásicos retinianos.

## Interacciones
Los pacientes en tratamiento con inhibidores de proteasas, como aquellos contagiados de VIH, deben ser precavidos en el uso de este medicamento. Los inhibidores de proteasas inhiben el metabolismo del sildenafilo, permaneciendo sus niveles altos en sangre durante más tiempo, con lo que se incrementa la incidencia de efectos secundarios severos. Se recomienda, por tanto, que estos pacientes limiten el uso de este medicamento a no más de una dosis de 25 mg cada 48 horas.
El uso conjunto de sildenafilo y bloqueadores alfa puede disminuir la presión arterial, salvo si son administrados con una diferencia de 4 horas.

## Precauciones en las interacciones
- Alcohol: Junto a este medicamento se puede tomar alcohol con moderación, pues el exceso puede reducir sus efectos. En algunos casos conlleva otros efectos que ponen en riesgo la salud.
- Alimentos: Las comidas muy pesadas pueden reducir su eficacia, sobre todo las comidas ricas en grasas.
- Conducir: Puede causar somnolencia, por lo que no se recomienda conducir vehículos o manejar maquinaria pesada inmediatamente después de tomarlo.
- Mujeres: Las mujeres no deben tomarlo, ya que su uso solo ha sido aprobado en el caso de hombres con disfunción eréctil.
- Jóvenes: En la actualidad existen personas que hacen un uso inapropiado del fármaco tomando dosis sin necesitarlas, sobre todo los jóvenes. Debe evitarse el consumo de fármacos no recetados.
- Embarazo: Tener en cuenta que el sildenafilo no es un afrodisíaco ni ayuda a tener mayor probabilidad de que una mujer quede embarazada. Solo tiene efecto sobre las erecciones.

## Detección en fluidos biológicos
El silfenafilo y su principal metabolito activo, el N-desmetilsildenafilo, pueden ser cuantificados en el plasma, suero o sangre para realizar estudios del estado farmacocinético en aquellos sujetos que han recibido la droga terapéuticamente, o bien para confirmar el diagnóstico forense en posibles envenenamientos o sobredosis críticas con resultado de fallecimiento.

## Análogos
El acetildenafilo es un análogo estructural del sildenafilo, actuando también como inhibidor de la fosfodiesterasa de tipo 5. Este compuesto es encontrado en varios productos herbales afrodisíacos que se venden sin receta médica. Este análogo no ha sufrido los rigurosos controles que los medicamentos habituales pasan antes de comercializarse, no estando ampliamente determinados sus efectos ni caracterizadas sus posibles reacciones adversas o efectos secundarios.
En algunos países se han emprendido acciones legales contra su uso, habiendo sido retirado del mercado en algunos casos.

## Implicaciones sociales y utilización no médica

### Uso recreativo
La popularidad del sildenafilo entre los varones jóvenes ha crecido a lo largo del tiempo.
El nombre comercial del sildenafilo, «Viagra», ha sido integrado extensamente en la cultura popular, y el conocimiento de sus efectos ha llevado a su uso recreativo.
Las razones detrás de este uso incluyen la creencia de que la droga aumenta la libido o mejora el desarrollo del acto sexual.
Los estudios de los efectos del fármaco cuando se usa sin prescripción médica son limitados, pero sugieren que tiene poco efecto cuando es utilizado por aquellos que no sufren disfunción eréctil o entre aquellas parejas sexuales estables. Otros estudios demuestran que una dosis de 25 mg no produce un cambio significativo en la calidad de la erección, pero puede reducir el tiempo refractario posterior a la eyaculación.
En el mismo estudio se documentó un considerable efecto placebo en el grupo control.
El uso recreativo del sildenafilo y otros inhibidores de la PDE5 es particularmente común entre consumidores de drogas no legales.
Este fármaco se emplea en ocasiones para contrarrestar el efecto de estas sustancias, como el MDMA (3,4-metilendioximetanfetamina o éxtasis), otros estimulantes u opiáceos en un intento de compensar el efecto secundario de disfunción eréctil que producen. La mezcla con el nitrito de amilo es particularmente peligrosa y potencialmente fatal.

### Uso por deportistas
Se ha documentado que algunos profesionales del deporte usan drogas como Viagra en la creencia de que mejorarían su irrigación sanguínea, mejorando su musculatura y así, su rendimiento deportivo. Asimismo estudios realizados demuestran que ayuda a eliminar el pie de atleta
Pero el sildenafilo es exclusivamente vasodilatador: no mejora la irrigación.

### Mitos
A diferencia de lo que muchos creen, el sildenafilo no actúa en ausencia de estimulación sexual. Su efecto es exclusivamente vasomotor y por lo tanto solamente está indicado para el tratamiento de la disfunción eréctil de este origen.

## Presentaciones del sildenafilo
Este inhibidor de la PDE5 es muy efectivo contra los problemas de erección. Por tal motivo, las grandes compañías farmacéuticas han elaborado un gran número de medicamentos en base al sildenafilo: viagra genérico, viagra soft, viagra super active, viagra sublingual, viagra professional, viagra cápsulas, viagra super force, kamagra, kamagra oral jelly, caverta, suhagra, eriacta, hard on y hard on oral jelly. Existen muchos otros medicamentos y presentaciones del sildenafilo.

## Caducidad de la patente
Desde el 23 de junio de 2013 el Viagra hecho a base del sildenafilo ha dejado de pertenecer exclusivamente a la empresa descubridora Pfizer. En consecuencia, este medicamento puede ser creado por otras compañías farmacéuticas y comercializado masivamente con la misma composición activa (citrato de sildenafilo) como un fármaco genérico, sin infringir ninguna patente.
Lo que no puede es ser denominado Viagra, ya que la empresa Pfizer sigue contando con la titularidad de la marca registrada.